# École nationale vétérinaire de Toulouse
Die École nationale vétérinaire de Toulouse (ENVT) ist eine Veterinärschule in Toulouse, Frankreich. Sie wurde 1825 gegründet und ist auch eine Hochschule und Forschungseinrichtung sowie ein Lehrkrankenhaus.
Die 1825 eröffnete ENVT ist die älteste Grande école in Toulouse, und die Schule hat mehr als ein Viertel aller Tierärzte in Frankreich ausgebildet – über 15.000 Absolventen.
ENVT ist auch Gründungsmitglied der Föderalen Université Fédérale Toulouse Midi-Pyrénées.

## Bekannte Lehrer
- Louis Georges Neumann (1846–1930), französischer Veterinärmediziner, Entomologe, Acarologe und Parasitologe

## Bekannte Absolventen
- Jean Audu (1908–1978), französischer Tierarzt und Politiker
- Birago Diop (1906–1989), senegalesischer Schriftsteller, Erzähler und Dramatiker
- Heiner Niemann (* 1953), deutscher Veterinärmediziner und Tierzuchtwissenschaftler
- Yahaya Tounkara (* 1939), nigrischer Politiker